# A Mother's Sin (film 1918)
A Mother's Sin è un film muto del 1918 diretto da Thomas R. Mills.
La sceneggiatura si basa sul romanzo The Stars in Their Courses di Hilda Mary Sharpe pubblicato a New York nel 1917.

## Trama
Yardley senior, non avendo mai dimenticato di essere stato abbandonato dalla moglie per un altro, non sopporta la vista del figlio Patrick, troppo somigliante alla madre. Così gli preferisce Vincent Tessier, il nipote, che, entrato nelle sue grazie, lui nomina suo erede al posto di Patrick. La madre della fidanzata di Patrick, avendo saputo che il giovane è stato diseredato, spinge la figlia Celia a lasciarlo in favore di Vincent. Avendo perso tutto, anche la fidanzata, Patrick lascia l'Inghilterra. Suo padre, però, scopre che Vincent, facendosi passare per il cugino, ha sedotto una ragazza per poi abbandonarla. Il vecchio, pentito, stila un nuovo testamento, questa volta a favore del figlio, ma muore prima di poterlo consegnare all'avvocato. Di conseguenza, tutti i suoi beni passano a Vincent.
Quando però un amico di Yardley scopre l'ultimo testamento, Vincent viene estromesso dall'asse ereditario e viene ucciso da Maxton, il valletto di Patrick. Celia, che ha sempre amato Patrick, ora può raggiungerlo senza interferenze da parte di sua madre.

## Produzione
Il film fu prodotto dalla Vitagraph Company of America.

## Distribuzione
Distribuito dalla Greater Vitagraph (V-L-S-E), il film uscì nelle sale cinematografiche statunitensi il 28 gennaio 1918.